# Killwangen
Killwangen – gmina w Szwajcarii, w kantonie Argowia, w okręgu Baden. Liczba mieszkańców 31 grudnia 2014 roku wynosiła 1930.